# الأسود بن عبد الأسد
الأَسْوَد بْنُ عَبدِ الأسَد بْنِ هِلال بْنِ عَبدِ الله المَخْزُومِي القُرَشِي (ق 2 هـ / 624م) من كبار المشركين من أهل مكة، ومن أعيان قبيلة بنو مخزوم من قريش وهو أخو الصحابي أبو سلمة بن عبد الأسد من أبيه، وأمه امرأةً من قبيلة كندة، شهد الأسود غزوة بدر مع المشركين وقُتِل فيها على يد حمزة بن عبد المطلب. قال مصعب الزبيري: «شهد الأسود بن عبد الأسد بدراً كافراً فقتله حمزة بن عبد المطلب، وكان الأسود حلف ليكسرن حوض النبي صلى الله عليه وسلم، فقاتل حتى وصل إلى الحوض، فأدركه حمزة وهو يكسر الحوض فقتله حتى اختلط دمه بالماء».
وذكر خبر مقتله موسى بن عقبة في مغازيه: « ثم أقبل الأسودُ بْنُ عَبْد الْأَسَدِ المخزومي يَحْلِفُ بآلهَتِهِ لَيَشْرَبَنَّ منَ الْحَوْضِ الذي صَنَعَ محمّدٌ وَلَيَهْدِمَنّهُ، فَشَدَّ، فلّما دنا من الحوض لقيه حمزةُ بْنُ عبد المطلب فضرب رجليه فقطعها، فأقبل يحبو حتّى وقع في جَوْفِ الحوض فَهَدَمَ مِنْه، واتَّبعه حمزة فقتله.» 